# Astragalus infestus
Astragalus infestus es una especie de planta del género Astragalus, de la familia de las leguminosas, orden Fabales.

## Distribución
Astragalus infestus se distribuye por Afganistán y Pakistán.

## Taxonomía
Fue descrita científicamente por Boiss. Fue publicada en Diagn. Pl. Orient. ser. 1, 9: 95 (1849).